# Luke Steele
Luke James Steele este un cântăreț australian, membru al formației Empire of the Sun.

## Cariera muzicală

### The Sleepy Jackson(1998-prezent)

#### Începuturile
Trupa The Sleepy Jackson a fost făcută in anul 1998, fiind alcătuită din: Luke Steele (voce și chitară), Jesse Steele (baterie) și Matthew O'Connor (bas). El a înregistrat un debut si un single follw-up autointitulate Miniskirt, ambele intrări fiind eliberate independent. În 2000, Jesse Steele părăsește trupa la rugămintea fratelui său Luke Steele.

### Empire of the sun(2008-prezent)
Luke Steele a format trupa Empire of the sun în anul 2008,în Sydney,Australia,împreună cu membrul trupei P'Nau,Nick Littlemore.. Numele trupei este inspirat din romanul Imperiul Soarelui(1984),scris de James Graham Ballard.

#### Discografia

##### Albume
- Walking on a Dream (2008)
- Ice on the Dune (2013)

##### Single
- 2008-Walking on a Dream
- 2008-We are the People
- 2009-Standing on the Shore
- 2009-Without you
- 2010-Half Mast(Slight Return)
- 2013-Alive
- 2013-DNA